# László Vasali
László Vasali es un deportista húngaro que compitió en piragüismo en la modalidad de aguas tranquilas. Ganó dos medallas en el Campeonato Mundial de Piragüismo en los años 2001 y 2003, y dos medallas en el Campeonato Europeo de Piragüismo en los años 2002 y 2004.

## Palmarés internacional
| Campeonato Mundial | Campeonato Mundial           | Campeonato Mundial | Campeonato Mundial |
| Año                | Lugar                        | Medalla            | Evento             |
| ------------------ | ---------------------------- | ------------------ | ------------------ |
| 2001               | Poznań (Polonia)             | Medalla de oro     | C4 200 m           |
| 2003               | Gainesville (Estados Unidos) | 01 ! [ n 1 ]       | C4 200 m           |
| Campeonato Europeo |                              |                    |                    |
| Año                | Lugar                        | Medalla            | Evento             |
| 2002               | Szeged (Hungría)             | Medalla de plata   | C4 200 m           |
| 2004               | Poznań (Polonia)             | Medalla de bronce  | C4 200 m           |

1. ↑  En esta prueba el equipo ruso, ganador de la medalla de oro, fue descalificado al dar positivo por dopaje el piragüista Serguei Uleguin, por lo que al equipo húngaro le fue cambiada la medalla de plata por la de oro.